# Liste des batailles de la guerre de la Septième Coalition
Cet article recense les sièges, batailles terrestres et navales des Cent-Jours également appelé guerre de la Septième Coalition.
Il comprend :
- la campagne de Belgique
- la guerre napolitaine
- la guerre de Vendée et Chouannerie de 1815
- la campagne du duc d'Angoulême
- les campagnes mineures de 1815 (en)
- la campagne de France de 1815
- la réduction des forteresses françaises en 1815 (en)
- l'invasion de la Guadeloupe en 1815 (en)

| Date                               | Bataille                           | Front                           | Forces françaises | Forces de la coalition | Victoire ou défaite française |
| ---------------------------------- | ---------------------------------- | ------------------------------- | ----------------- | --- | ----------------------------- |
| Du 3 mars au 26 avril 1815         | Siège d'Ajaccio                    | Campagne du duc d'Angoulême     | Empire français   | Royaume de France | Victoire                      |
| Du 3 mars au 26 avril 1815         | Siège de Bonifacio                 | Campagne du duc d'Angoulême     | Empire français   | Royaume de France | Victoire                      |
| 30 mars 1815                       | Combat de Montélimar               | Campagne du duc d'Angoulême     | Empire français   | Royaume de France | Défaite                       |
| 2 avril 1815                       | Combat de Loriol                   | Campagne du duc d'Angoulême     | Empire français   | Royaume de France | Défaite                       |
| 3 avril 1815                       | Bataille du Panaro                 | Guerre napolitaine              | Royaume de Naples | Empire d'Autriche | Victoire                      |
| du 3 au 12 avril 1815              | Siège de Ferrare                   | Guerre napolitaine              | Royaume de Naples | Empire d'Autriche | Défaite                       |
| du 8 au 9 avril 1815               | Bataille d'Occhiobello             | Guerre napolitaine              | Royaume de Naples | Empire d'Autriche | Défaite                       |
| 10 avril 1815                      | Bataille de Carpi                  | Guerre napolitaine              | Royaume de Naples | Empire d'Autriche | Défaite                       |
| 11 avril 1815                      | Bataille de Massa (it)             | Guerre napolitaine              | Royaume de Naples | Empire d'Autriche Grand-duché de Toscane | Défaite                       |
| 12 avril 1815                      | Bataille de Casaglia               | Guerre napolitaine              | Royaume de Naples | Empire d'Autriche | Défaite                       |
| 21 avril 1815                      | Bataille de Ronco                  | Guerre napolitaine              | Royaume de Naples | Empire d'Autriche | Défaite                       |
| 23 avril 1815                      | Bataille de Cesenatico             | Guerre napolitaine              | Royaume de Naples | Empire d'Autriche | Défaite                       |
| 28 avril 1815                      | Bataille de Pesaro                 | Guerre napolitaine              | Royaume de Naples | Empire d'Autriche | Défaite                       |
| 1er mai 1815                       | Bataille de Scapezzano             | Guerre napolitaine              | Royaume de Naples | Empire d'Autriche | Défaite                       |
| du 2 au 3 mai 1815                 | Bataille de Tolentino              | Guerre napolitaine              | Royaume de Naples | Empire d'Autriche Grand-duché de Toscane | Défaite                       |
| du 2 au 30 mai 1815                | Siège d'Ancône                     | Guerre napolitaine              | Royaume de Naples | Empire d'Autriche Royaume-Uni de Grande-Bretagne et d'Irlande                                                                                | Défaite                       |
| 13 mai 1815                        | Bataille de Castel di Sangro       | Guerre napolitaine              | Royaume de Naples | Empire d'Autriche | Défaite                       |
| du 15 au 17 mai 1815               | Bataille de San Germano            | Guerre napolitaine              | Royaume de Naples | Empire d'Autriche | Défaite                       |
| 18 mai 1815                        | Bataille des Échaubrognes          | Guerre de Vendée et Chouannerie | Empire français   | Armée catholique et royale | Indécise                      |
| 18 mai 1815                        | Bataille de L'Aiguillon            | Guerre de Vendée et Chouannerie | Empire français   | Armée catholique et royale | Indécise                      |
| Du 20 au 21 mai 1815               | Bataille d'Aizenay                 | Guerre de Vendée et Chouannerie | Empire français   | Armée catholique et royale | Victoire                      |
| 25 mai 1815                        | Bataille de Sainte-Anne-d'Auray    | Guerre de Vendée et Chouannerie | Empire français   | Armée catholique et royale | Défaite                       |
| du 28 mai 1815 au 8 août 1815      | Siège de Gaète                     | Guerre napolitaine              | Royaume de Naples | Empire d'Autriche Royaume-Uni de Grande-Bretagne et d'Irlande                                                                                | Défaite                       |
| 29 mai 1815                        | Bataille de L'Aiguillon            | Guerre de Vendée et Chouannerie | Empire français   | Armée catholique et royale | Indécise                      |
| Du 2 au 3 juin 1815                | Bataille de Saint-Gilles-sur-Vie   | Guerre de Vendée et Chouannerie | Empire français   | Armée catholique et royale | Indécise                      |
| 4 juin 1815                        | Bataille de Redon                  | Guerre de Vendée et Chouannerie | Empire français   | Armée catholique et royale | Indécise                      |
| 5 juin 1815                        | Bataille des Mathes                | Guerre de Vendée et Chouannerie | Empire français   | Armée catholique et royale | Indécise                      |
| 10 juin 1815                       | Bataille de Muzillac               | Guerre de Vendée et Chouannerie | Empire français   | Armée catholique et royale | Défaite                       |
| 15 juin 1815                       | Combat de Gilly                    | Campagne de Belgique            | Empire français   | Royaume de Prusse | Victoire                      |
| 16 juin 1815                       | Bataille des Quatre Bras           | Campagne de Belgique            | Empire français   | Royaume-Uni de Grande-Bretagne et d'Irlande Royaume uni des Pays-Bas Royaume de Hanovre Duché de Nassau Duché de Brunswick                   | Indécise                      |
| 16 juin 1815                       | Bataille de Ligny                  | Campagne de Belgique            | Empire français   | Royaume de Prusse | Victoire                      |
| 17 juin 1815                       | 1er combat de Genappe (en)         | Campagne de Belgique            | Empire français   | Royaume-Uni de Grande-Bretagne et d'Irlande                                                                                                  | Victoire                      |
| 18 juin 1815                       | Bataille de Waterloo               | Campagne de Belgique            | Empire français   | Royaume-Uni de Grande-Bretagne et d'Irlande Royaume de Prusse Royaume uni des Pays-Bas Royaume de Hanovre Duché de Nassau Duché de Brunswick | Défaite                       |
| 18 juin 1815                       | Bataille de Wavre                  | Campagne de Belgique            | Empire français   | Royaume de Prusse | Indécise                      |
| 18 juin 1815                       | 2e combat de Genappe (en)          | Campagne de Belgique            | Empire français   | Royaume de Prusse | Défaite                       |
| du 19 au 20 juin 1815              | Bataille de Rocheservière          | Guerre de Vendée et Chouannerie | Empire français   | Armée catholique et royale | Victoire                      |
| 20 juin 1815                       | Combat de Namur (en)               | Campagne de Belgique            | Empire français   | Royaume de Prusse | Défaite                       |
| 20 juin 1815                       | Bataille de Thouars                | Guerre de Vendée et Chouannerie | Empire français   | Armée catholique et royale | Victoire                      |
| Du 20 juin 1815 au 12 juillet 1815 | Siège de Maubeuge                  | Campagne de France de 1815      | Empire français   | Royaume de Prusse | Défaite                       |
| Du 20 juin 1815 au 15 août 1815    | Siège de Rocroi                    | Campagne de France de 1815      | Empire français   | Royaume de Prusse | Défaite                       |
| 21 juin 1815                       | Bataille d'Auray                   | Guerre de Vendée et Chouannerie | Empire français   | Armée catholique et royale | Victoire                      |
| Du 21 juin 1815 au 8 août 1815     | Siège de Philippeville             | Campagne de France de 1815      | Empire français   | Royaume de Prusse | Défaite                       |
| du 24 au 25 juin 1815              | Prise de Cambrai (en)              | Campagne de Belgique            | Empire français   | Royaume-Uni de Grande-Bretagne et d'Irlande                                                                                                  | Défaite                       |
| Du 26 juin 1815 au 26 août 1815    | Siège de Huningue                  | Campagne de France de 1815      | Empire français   | Royaume de Prusse | Défaite                       |
| Du 27 juin 1815 au 10 août 1815    | Siège de Soissons                  | Campagne de France de 1815      | Empire français   | Empire russe | Défaite                       |
| 28 juin 1815                       | Bataille de Villers-Cotterêts (en) | Campagne de Belgique            | Empire français   | Royaume de Prusse | Victoire                      |
| du 28 au 29 juin 1815              | Bataille de La Souffel             | Campagne de Belgique            | Empire français   | Royaume de Wurtemberg Empire d'Autriche Grand-duché de Hesse Empire russe                                                                    | Victoire                      |
| 29 juin 1815                       | Bataille d'Aubervilliers (en)      | Campagne de France de 1815      | Empire français   | Royaume de Prusse | Victoire                      |
| 30 juin 1815                       | Bataille de Saint-Denis (en)       | Campagne de France de 1815      | Empire français   | Royaume de Prusse | Défaite                       |
| 1er juin 1815                      | Bataille de Châteauneuf-du-Faou    | Guerre de Vendée et Chouannerie | Empire français   | Armée catholique et royale | Victoire                      |
| 1er juillet 1815                   | Bataille de Rocquencourt           | Campagne de France de 1815      | Empire français   | Royaume de Prusse | Victoire                      |
| 2 et 3 juillet 1815                | Combat de Sèvres                   | Campagne de France de 1815      | Empire français   | Royaume de Prusse | Défaite                       |
| 3 juillet 1815                     | Combat d'Issy                      | Campagne de France de 1815      | Empire français   | Royaume de Prusse | Défaite                       |
| 7 juillet 1815                     | Bataille de Guérande               | Guerre de Vendée et Chouannerie | Empire français   | Armée catholique et royale | Victoire                      |
| Du 10 au 14 juillet 1815           | Prise de Fort la Latte             | Guerre de Vendée et Chouannerie | Empire français   | Armée catholique et royale | Victoire                      |
| Du 19 au 21 juillet 1815           | Siège de Landrecies                | Campagne de France de 1815      | Empire français   | Royaume de Prusse | Défaite                       |
| Du 27 au 28 juillet 1815           | Siège de Mariembourg               | Campagne de France de 1815      | Empire français   | Royaume de Prusse | Défaite                       |
| Du 8 au 10 août 1815               | Invasion de la Guadeloupe (en)     | Caraïbes                        | Empire français   | Royaume-Uni de Grande-Bretagne et d'Irlande Restauration bourbonienne                                                                        | Défaite                       |